# Hemiblossia kalaharica
Espèce
Hemiblossia kalaharica est une espèce de solifuges de la famille des Daesiidae.

## Distribution
Cette espèce est endémique du Botswana.

## Description
La femelle holotype mesure 11,5 mm.

## Étymologie
Son nom d'espèce lui a été donné en référence au lieu de sa découverte, le désert du Kalahari.

## Publication originale
- Kraepelin, 1908 : Skorpione und Solifugen. Zoologische und anthropologische Ergebnisse e Forschungsreise in Sudafrika. Denkschriften der Medicinisch-naturwissenschaftlichen Gesellschaft zu Jena, vol. 13, p. 247-282 (texte intégral).